# Аквапорин 4
Аквапорин 4 — белок, представитель семейства аквапоринов, образующих водопроводящие каналы в клеточных мембранах. Аквапорин 4 является преобладающим водным каналом клеток мозга. Высокая концентрация белка отмечена в ножках астроцитов, образующих гематоэнцефалический барьер; здесь аквапорин играет ключевую роль в завершающем этапе работы глимфатической системы. Кроме того, аквапорин 4 наряду с аквапорином 3 находится в базолатеральной мембране главных клеток собирательных трубок почки, где играет важную роль в реабсорбции воды.
Аквапорин 4 является мишенью иммунной реакции при оптикомиелите.